# Opostega phaeospila
Opostega phaeospila là một loài bướm đêm thuộc họ Opostegidae. Nó được Turner miêu tả năm 1923. Nó được tìm thấy ở Queensland, Úc.